# Többjátékos játék

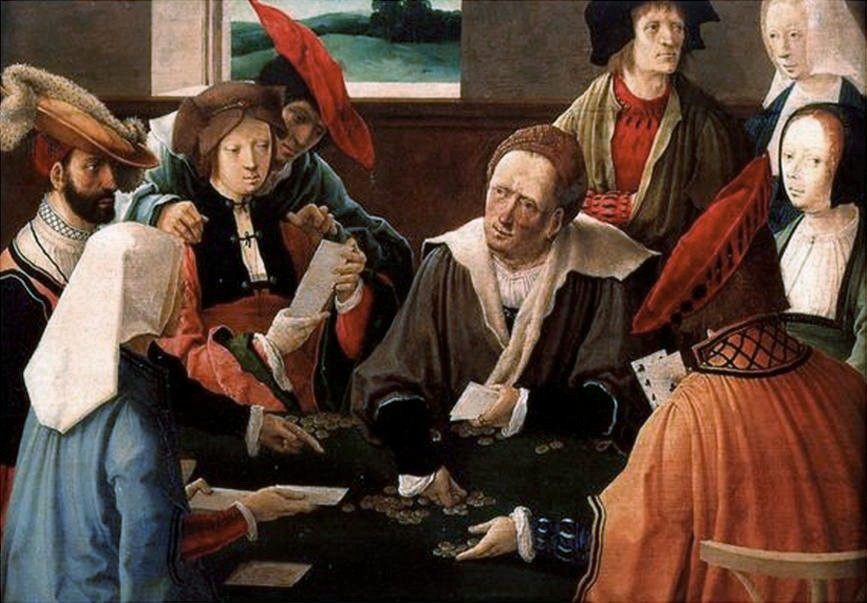
Kártyázó emberek

Többjátékos játéknak nevezzük azokat a játékokat, melyet egyszerre több ember is együtt játszhat. A játék lehet körökre osztott, ilyenkor a játékosok felváltva lépnek (pl.: Sakk). Ennek ellentéte, mikor a játékosok várakozás nélkül egymással versengenek egy kitűzött cél elérése érdekében (pl.:az összes labdajáték).
Többjátékos játékok lehetnek:
- Kártyajátékok: Póker, Ulti;
- Táblajátékok: Malom, G, Dámajáték;
- Videójátékok: World of Warcraft
- Labdajátékok: Kosárlabda, Labdarúgás.